# 52691 Maryrobinettek
52691 Maryrobinettek è un asteroide della fascia principale. Scoperto nel 1998, presenta un'orbita caratterizzata da un semiasse maggiore pari a 3,166860 UA e da un'eccentricità di 0,161681, inclinata di 2,650674° rispetto all'eclittica.